# Bundz

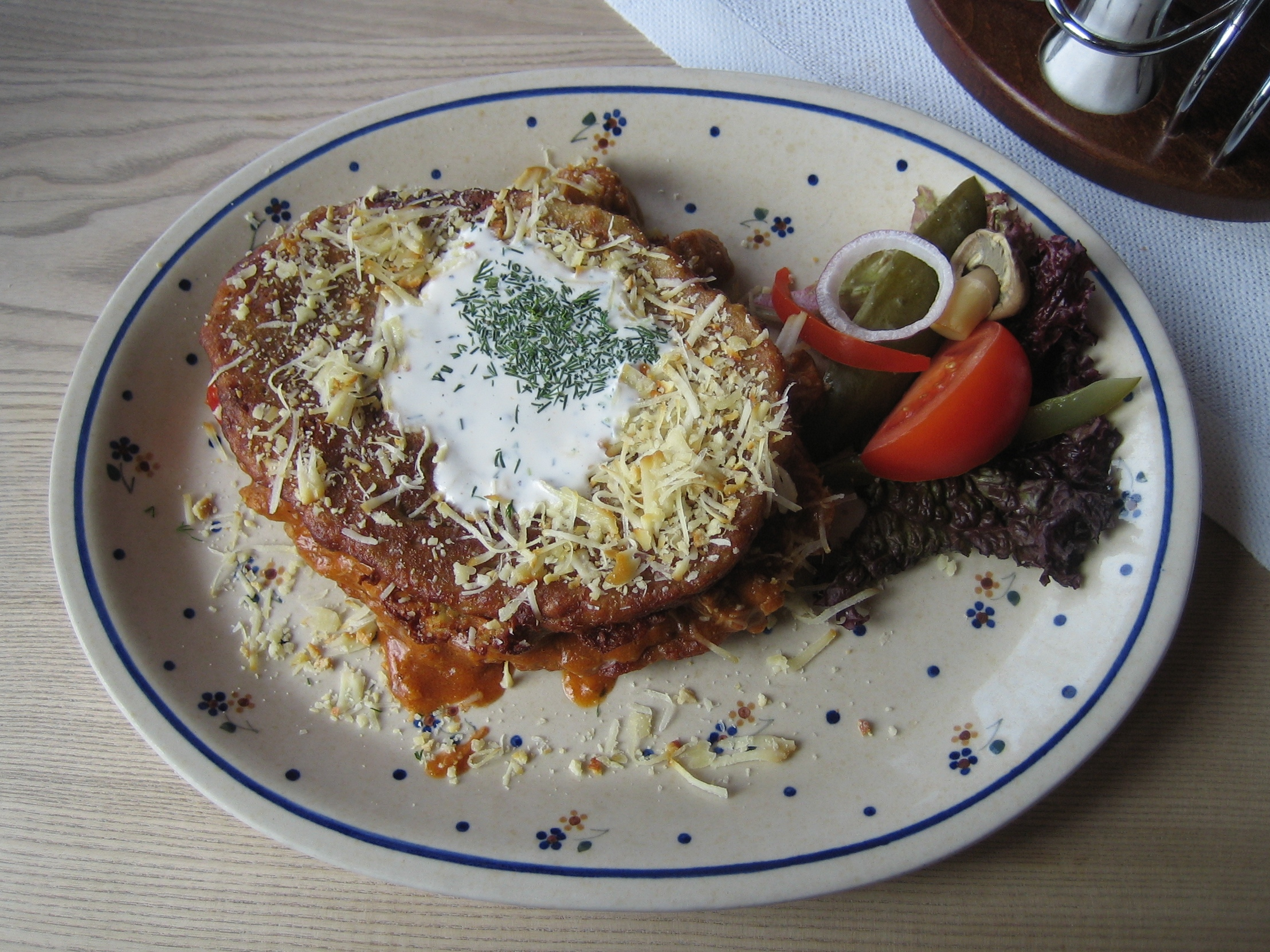
Un panqueque de papa con gulash picante (Placki ziemniaczane z gulaszem na ostro) servido con Bundz (queso de leche de oveja) y crema agria (tal vez mezclado con yogur) en un restaurante en Zakopane, Polonia

El queso Bundz (también conocido como bunc en el dialecto de Podhale) es un tipo de queso de leche de oveja polaco. Se produce tradicionalmente en la región de Podhale. 
El proceso de producción del queso bundz durante su primera fase es similar al proceso de producción del oszczypek. La leche vertida en la putara es retenida, lo que significa que la proteína es truncada por enzimas contenidas en el cuajo, extraídas del estómago de terneros jóvenes. La cuajada del queso resultante se prepara durante unos breves minutos a una temperatura de aproximadamente a 70 °C. El queso se cuela sobre un lienzo en forma de grumos grandes. Finalmente se obtiene un queso suave.
La bebida żętyca también se produce a partir del suero creado en la producción del bundz. 